# Реденський Ліс
Реде́нський Ліс — заповідно-мисливське господарство, розташоване на височині Кодри в Молдові; засноване у 1976 році. Площа 5 646 га (5 123 га займають ліси, 16 га — водойми, 4 га — луки). Рельєф характерний для низькогір'я — глибоко врізаний з розвиненою балковою мережею. Максимальна висота території — 260 метрів над рівнем моря.
Місцевість має характер низькогір'я, завдяки глибоко врізаній, добре розвиненій яружній мережі. Ґрунти бурі і сірі лісові (на високих плато), чорноземи (вододільні плато і схили до 260 м н.р.м.). Клімат помірного поясу, атлантико-континентальний лісової області. Середньорічна температура близько 7 °С; середня температура січня -4 °С; липня - близько 20 °С. Середньорічна кількість опадів близько 500 мм. 

## Флора
Більша частина заповідника зайнята грабовими лісами, які змінили корінні букові і дубові ліси. Основні лісові породи - граб, дуби черешчатий і скельний, бук, ясен звичайний, осика; із супутніх порід найчастіше зустрічаються клени, липа, берест, яблуня, береза; із чагарників звичайні ліщина, кизил, гордовина, свидина криваво-червона, клокичка, бересклет, терен, бирючина, черемха звичайна (рідко). У трав'яному покриві найчастіші снить, копитень, маренка запашна, гравілат міський, конвалія, купина широколиста, астрагал солодколистний, фіалки лісова і дивовижна, зірочник, осоки парвська і волосиста. З рідкісних видів зустрічаються бересклет карликовий, зуб'янка залозиста, герань червоно-бура, вовчоягідник звичайний, барвінок малий, анемона дібровна, підсніжник звичайний та ін. На території заповідника є велика ділянка букового лісу, де бук належить до особливого підвиду.

## Фауна
Тваринний світ багатий, з ссавців характерні свиня дика, сарна європейська, олені (благородний і японський), заєць сірий, вивірка лісова, лисиця руда, борсук, куниця лісова, тхір лісовий, кіт лісовий; акліматизовані марал (азійський підвид наявного в лісі оленя благородного), ондатра. 
З птахів звичайні: сова вухата, припутень, голуб-синяк, звичайна горлиця, лиска, фазан, вивільга, вівсянка, соловейко, зяблик.